# Raoul Servais
Pour les articles homonymes, voir Servais (homonymie).
Raoul Servais, né le 1er mai 1928 à Ostende (province de Flandre-Occidentale) et mort le 17 mars 2023 à Leffinge (Flandre-Occidentale), est un réalisateur de film d'animation et auteur de bande dessinée belge. Il a inventé un principe cinématographique d'animation personnel : la Servaisgraphie. 

## Biographie
Raoul Servais naît le 1er mai 1928 à Ostende. Il fréquente les classes primaires à l'école communale Albert d'Ostende de 1934 à 1939. Ensuite, il fait les classes secondaires à l'Athénée royal d'Ostende. Il étudie ensuite à l'Académie royale des beaux-arts de Gand (KASK) et se lance dans le cinéma d'animation dans les années 1950. 
Il est également brièvement actif dans la bande dessinée. En tant que membre du Parti socialiste belge, il publie des bandes dessinées dans leurs journaux Vooruit, Le Peuple et Germinal. L'une de ses séries humoristiques est Pol en Piet mettant en scène deux jumeaux, publiée dans le magazine Vriendschap en 1953,. Cependant, il tourne rapidement le dos au médium, estimant que les bandes dessinées ne sont pas vraiment son affaire. La série Pol en Piet est poursuivie un court instant par Jean de Cocq. Ce n'est qu'en 1981 qu'il réalise à nouveau une bande dessinée pour célébrer les 35 ans du journal Tintin où il livre une parodie  de la série Barelli de Bob de Moor.
Il est le fondateur, en 1963, de la section « Animation » à l’Académie royale des beaux-arts de Gand. Il a pour élèves Gilbert Declercq, Erik Meynen et Kim Duchateau. Il enseignera également à La Cambre.
Il travaille sur des mélanges de prises de vue réelles avec dessin, ce qui lui vaut une Palme d'or avec Harpya en 1979.
François Schuiten participe comme designer à son premier long métrage Taxandria.
En 2022, il est honoré d'un Joseph Plateau Honorary Award, un prix qui récompense l'œuvre riche et novatrice du cinéaste décerné par le Festival du film de Gand.
Il meurt le 17 mars 2023 à Leffinge, à l'âge de 94 ans,,,,.

## Œuvre

### Filmographie
- 1960 : Havenlichten, 10 min
- 1963 : La Fausse Note (De Valse Noot), 10 min
- 1965 : Omleiding November, 13 min
- 1965 : Chromophobia, 10 min
- 1968 : Sirène, 10 min
- 1969 : Goldframe[9], 4 min 10 s
- 1970 : To Speak or Not to Speak[10], 11 min
- 1971 : Opération X-70[11], 9 min 30 s
- 1973 : Pégasus[12], 8 min 30 s
- 1976 : Het Lied van Halewyn, 12 min
- 1979 : Harpya[13], 8 min 30 s
- 1994 : Taxandria, 90 min

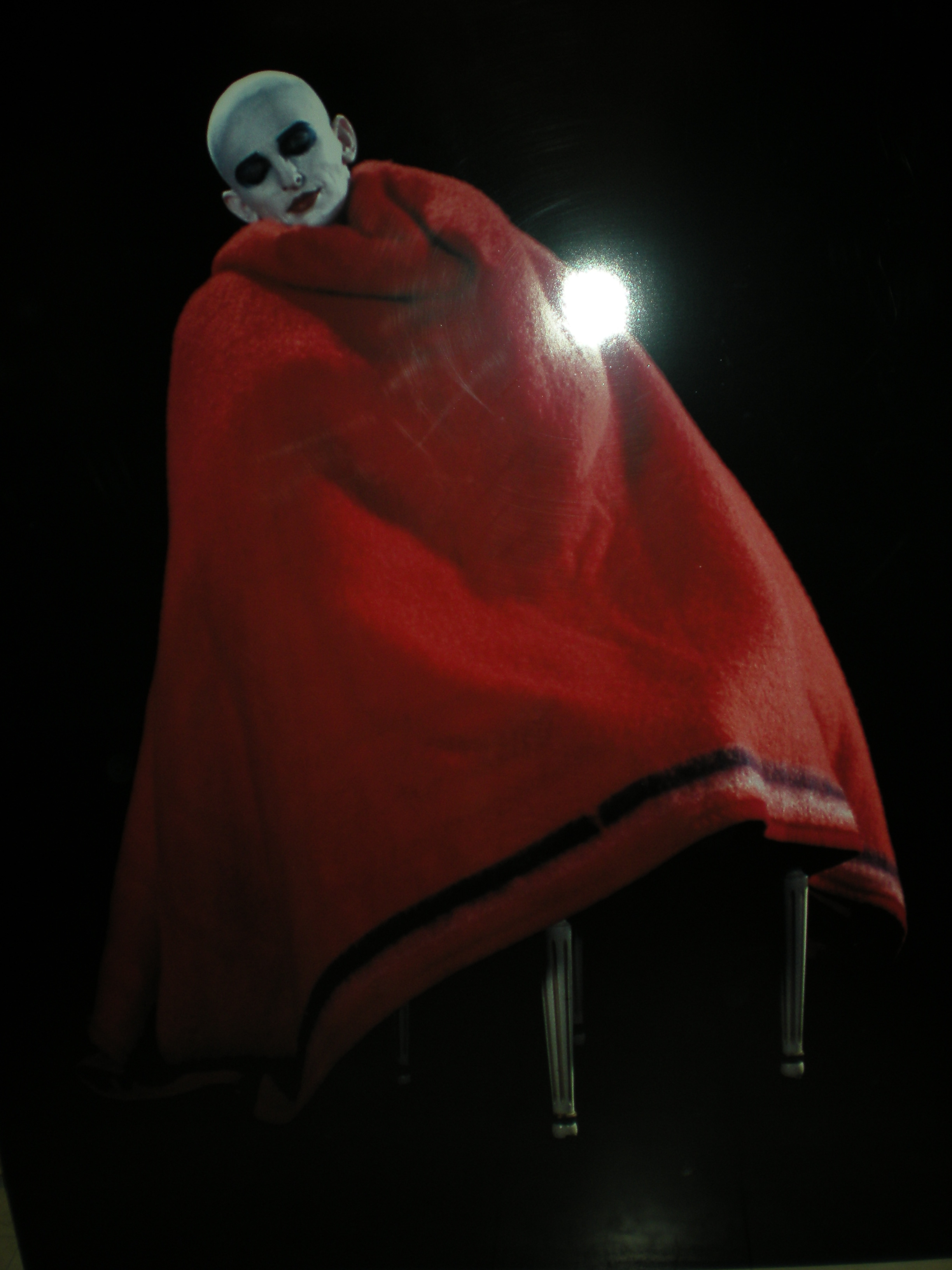
Maquette de la femme-oiseau Harpya.

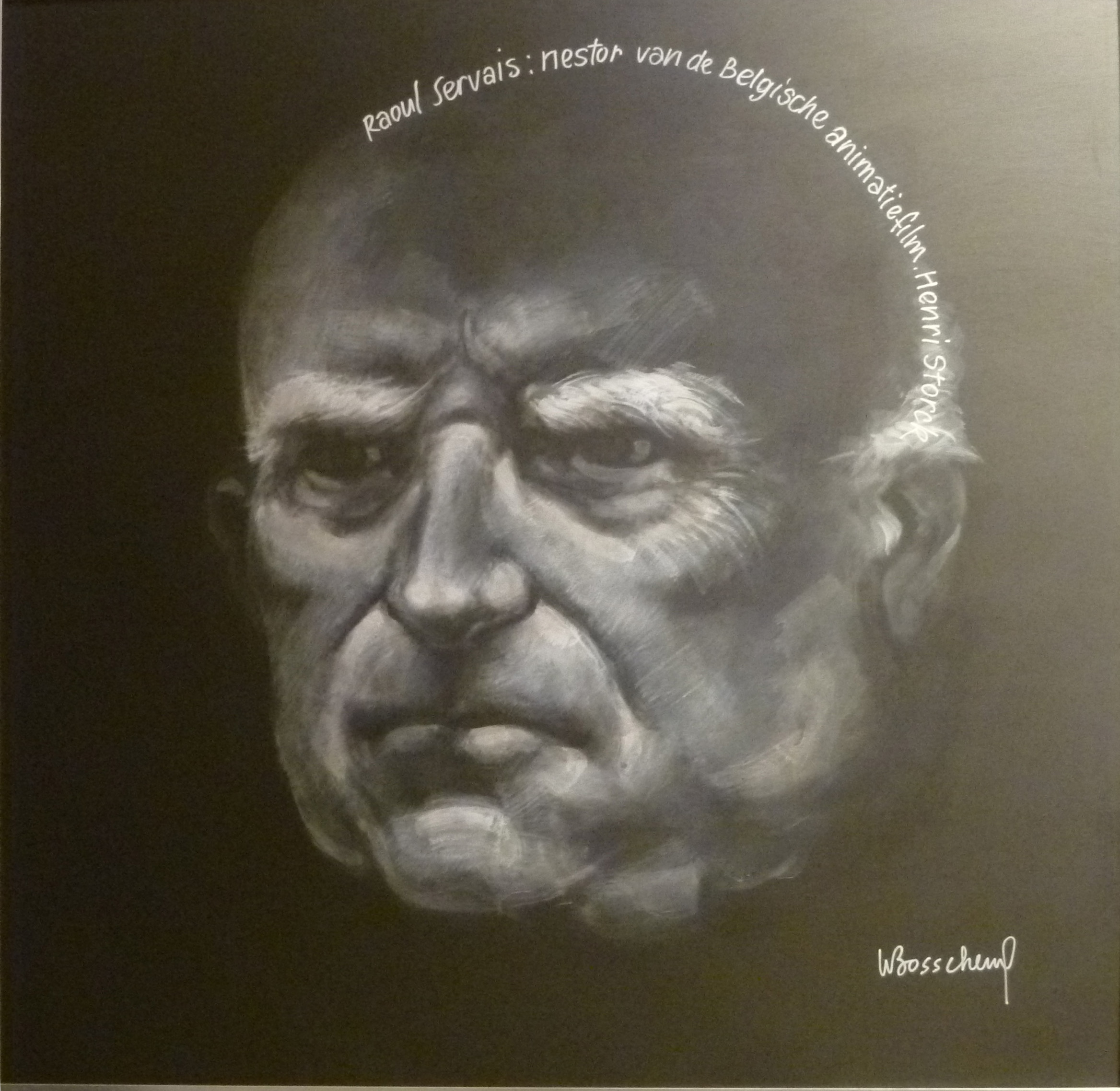
Raoul Servais, portrait par le peintre belge Willy Bosschem.

- 1997 : Papillons de nuit (Nachtvlinders), 8 min
- 2001 : Atraksion, 10 min
- 2004 : Jours d'hiver (participation à un long métrage japonais collectif)
- 2015 : Tank, 6 min
- 2022 : Der Lange Kerl, 15 min (avec Rudy Pinceel).

### Publications
- L’Éternel Présent - Conte philosophique, Ennetières-en-Weppes, France, Éditions Invenit, 2018, 136 p.  (ISBN 978-2-37680-011-8).
- Souvenirs de guerre, Bruxelles, Fondation Roi Baudouin, 2023, 144 p.  (ISBN 9789492347282).

### Collections publiques
- Le Musée d'Art à la mer à Ostende détient des œuvres du peintre[14].

## Prix et récompenses
- 1979 :  Palme d'or du court métrage[1] au Festival de Cannes pour Harpya ;
- 1998 :  Grand Prix du Festival international du film d'animation d'Annecy[15] pour Papillons de nuit ;
- 2004 : ASIFA ;
- 2013 : Mira d'or (Prijs van verdienste - Golden Mira) ;
- 2019 :  Magritte d'honneur[16].

#### Études
- Danny De Laet et Yves Varende, Au-delà du septième art : histoire de la bande dessinée belge, Bruxelles, Ministère des affaires étrangères, du commerce extérieur et de la coopération au développement, coll. « Chroniques belges » (no 322), 1979, 302 p., ill. ; 22 cm (OCLC 301693218, lire en ligne).

#### Livres
- Fabrice Douchy, Le contournable : entretiens avec Raoul Servais, Fabrice Douchy éditeur, 1999.
- Philippe Moins, Raoul Servais, Itinéraire d'un peintre cinéaste, Gent / Annecy Stichting Raoul Servais, 1999.
- Johan Swinnen, Raoul Servais, The Wizard of Ostend: Commitment-Challenge-Recognition, Uida, 2010.
- Philippe Moins, Maurice Corbet, Voyage en Servaisgraphie, Paris, Éditions de l’œil, Musée-Château d'Annecy, 2013  (ISBN 9782351371442).
- Philippe Moins, Rudy Pinceel (nl), François Schuiten, Raoul Servais Panoramic, Borgerhof & Lamberigts, 2018  (ISBN 9789089318381).

#### Article
- « Raoul Servais », Arte - Court-Circuit via Wikiwix,‎ 8 septembre 2004 (lire en ligne, consulté le 2 mars 2024)

#### Interview
- « Interview de Raoul Servais par Philippe Moins », sur awn.com (consulté le 2 mars 2024).

### Vidéographie
- [vidéo] « Raoul Servais - Cinéma Cinéaste », sur YouTube